# Penitella turnerae
Penitella turnerae is een tweekleppigensoort uit de familie van de Pholadidae. De wetenschappelijke naam van de soort is voor het eerst geldig gepubliceerd in 1966 door Evans & Fisher.